# Chambre de commerce et d'industrie métropole de Bourgogne
La chambre de commerce et d'industrie métropole de Bourgogne est née le 1er février 2021 de la fusion de la chambre de commerce et d'industrie de la Côte-d'Or Dijon Métropole et de la chambre de commerce et d'industrie de Saône-et-Loire. Son siège se trouve à Dijon, place Jean-Bouhey.
Elle fait partie de la chambre de commerce et d'industrie de région Bourgogne-Franche-Comté.

## Missions
En tant que CCI, elle est un organisme chargé de représenter les intérêts des entreprises commerciales, industrielles et de service de cette région et de leur apporter certains services. C'est un établissement public qui gère en outre des équipements au profit de ces entreprises.
Comme toutes les CCI, elle est placée sous la tutelle du préfet du département représentant le ministère chargé de l'industrie et le ministère chargé des PME, du Commerce et de l'Artisanat.

### Service aux entreprises
- Centre de formalités des entreprises
- Assistance technique au commerce
- Assistance technique à l'industrie
- Assistance technique aux entreprises de service
- Point A (apprentissage)

### Gestion d'équipements
- Zone Industrielle de Longvic
- Terminal de Dijon-Bourgogne
- Port fluvial

### Enseignement supérieur et centres de formation
- Burgundy School of Business (ex École supérieure de commerce de Dijon) ;
- Centres de formation CCI Formation Côte-d'Or.

## Historique
Cette CCI est née le 1er février 2021 de la fusion de la chambre de commerce et d'industrie de la Côte-d'Or Dijon Métropole et de la chambre de commerce et d'industrie de Saône-et-Loire,.
La chambre de commerce et d'industrie de la Côte-d'Or Dijon Métropole était elle-même née de la fusion, le 
19 mars 2009 (Décret no 2009-307) de la chambre de commerce et d'industrie de Dijon avec la chambre de commerce et d'industrie de Beaune.

## Pour approfondir